# シンフォニー・オブ・ライツ

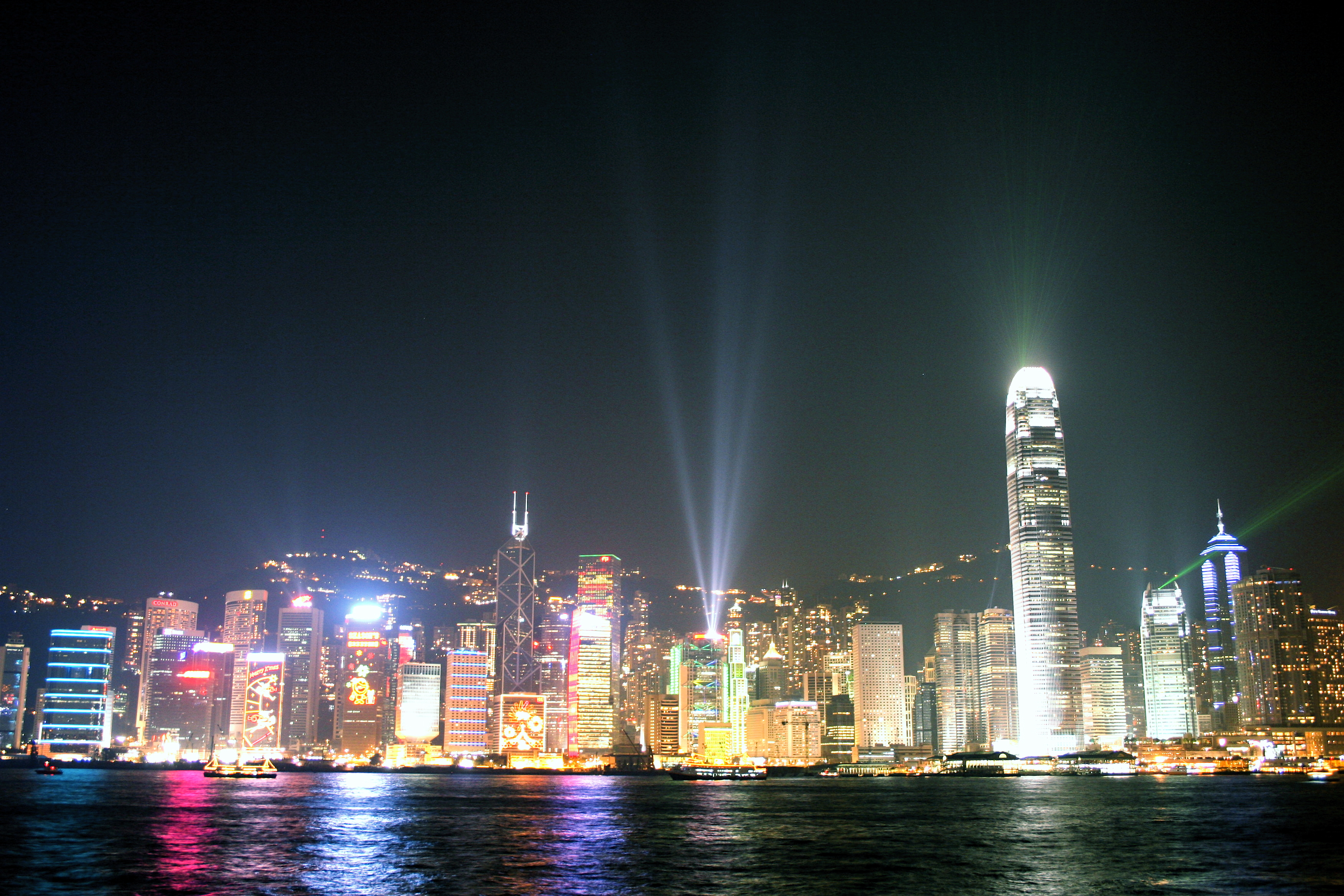
幻彩詠香江

シンフォニー・オブ・ライツ（中国語: 幻彩詠香江、英語: A Symphony of Lights）は香港・ヴィクトリア・ハーバーの両側にある合計47の高層ビルとランドマークからサーチライト、レーザー、LEDライト、その他の照明効果を組み合わせた、毎日20時 (UTC+8) から開催される光と音楽のショーである。

## 概要
シンフォニー・オブ・ライツは香港旅遊事務署が2004年1月1日から開始した観光プロジェクトであり、香港の観光資源を宣伝することを目的としている。このプロジェクトには4,400万香港ドルの費用を費やし、400万人以上の観光客と市民が観賞に訪れた。2005年11月21日には、このショーが「ギネス世界記録」に登録され、世界最大規模のライトと音楽のパフォーマンスとして認定された。
天候が悪化した場合を除き、毎日香港時間の午後8時に行われ、約10分間のパフォーマンスが繰り広げられる。ショーの内容には音楽、照明、レーザーなどが含まれ、星光大道と金紫荊広場には背景音楽を流すためのスピーカーが設置されている。また、大晦日、農暦新年、香港回帰紀念日、中華人民共和国国慶節などの特定の日には特別演出が加えられ、ビルの屋上や海上で花火が打ち上げられる。
2017年12月1日にショーの内容がリニューアルされた。上演時間は13分間から10分に短縮され、より新しく多様な照明効果とLEDスクリーンパターンが採用され、香港フィルハーモニー管弦楽団がフルートや二胡など、香港らしさを演出するよう、西洋と東洋の楽器で演奏された楽曲が流れる。2017年12月以降は演出に参加している高層ビルの名前のナレーションは行われなくなった。
2023年7月8日、香港旅遊発展局は「樂聚維港嘉年華」を開催し、シンフォニー・オブ・ライツの水上花火版が、連続する5つの土曜日と日曜日の夜に上演された。
2024年、香港政府は旅遊発展局に対し3.54億香港ドルを交付し、シンフォニー・オブ・ライツの再設計を行う予定である。旅遊発展局は新たな演出のデザイン、老朽化設備の撤去、ソフトウェアのメンテナンスなどを行うと述べている。現在、シンフォニー・オブ・ライツは44棟のビルやランドマークと連携しており、程鼎一は来年再度発表される新版では新たなビルが参加することを予告した。また、深圳の京基100や平安金融中心もシンフォニー・オブ・ライツに合わせたライトアップ演出を計画していると伝えられており、香港も国際的な特徴を取り入れる可能性がある。

## 鑑賞地点
観賞地としては、九龍尖沙咀の九龍公衆碼頭、海港城の展望台（香港島サイドの観賞）、香港島湾仔の金紫荊広場近くの湾仔臨時海浜花園（九龍サイドの観賞）、東岸歩行者道（全体の観賞）がある。また、スターフェリー、ハーバークルーズや観光用水上タクシーを利用して海上からの鑑賞も可能である。「幻彩詠香江」アプリ（Android/iOS版）を利用すれば、音楽が届かない場所からでも音楽に合わせて鑑賞できる。

## 参加ビル
以前は公演開始時、音楽に合わせて参加するすべての建物の名前が読み上げられていた。最初に、ヴィクトリア・ハーバー最東端にある参加建物の名前が読み上げられ、その後、西側に位置する建物の名前が順に読み上げられ、最後に中環中心の名前が読み上げられた。しかし、2017年12月1日から音楽が変更されたため、参加する建物の名前を読み上げるセクションは廃止された。

### 第一期
2004年1月17日から、シンフォニー・オブ・ライツは香港島北岸（湾仔、金鐘、中環）の18棟のビル壁面をパフォーマンスの場として使用し、後に徐々に20棟に拡大された。東から西へ順に記述し、ビル名の後ろには括弧で使用される装置や「煙（特別演出時の花火）」を表記した。
1. 新鴻基中心煙 （レーザー、サーチライト）
2. 中環廣場煙 （レーザー）
3. 香港會議展覽中心  （LED）
4. 合和中心煙 （LED、レーザー）
5. 夏愨大廈煙 （LED）
6. 香港演藝學院 （フラッドライト、LED）
7. 中國恆大中心 （LED）
8. 中信大廈煙 （LED）
9. 金鐘道政府合署煙  （サーチライト）
10. 中國人民解放軍駐香港部隊大廈（LED）
11. 中銀大廈（LED、サーチライト）
12. 長江集團中心煙 （LED）

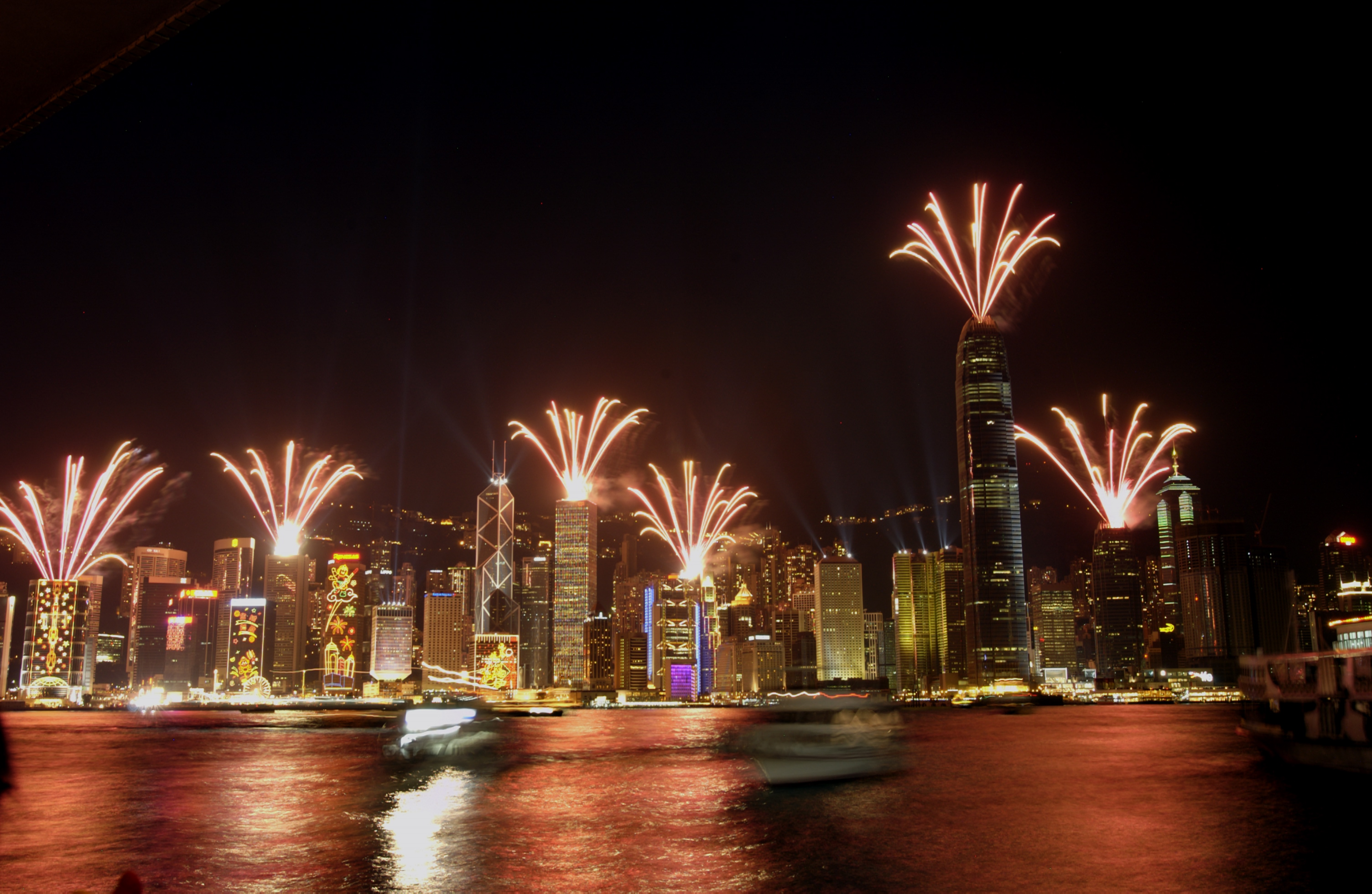
特定の日には特別演出が加えられ、ビルの屋上や海上で花火が打ち上げられる

13. 香港匯豐銀行總行大廈煙 （LED、サーチライト）
14. 香港大會堂（LED）
15. 怡和大廈煙 （フラッドライト、サーチライト）
16. 交易廣場第一座  （フラッドライト、サーチライト）
17. 交易廣場第二座  （フラッドライト、サーチライト）
18. 國際金融中心第二期煙 （レーザー）
19. 國際金融中心第一期（レーザー）
20. 中環中心（LED）

### 第二期
2005年12月23日より演出範囲が九龍半島（尖沙咀、紅磡）に拡大した。
港島北岸の参加ビルも1棟追加された：
1. 友邦金融中心（LED）

九龍サイドは12棟のビルが新たに参加した。西から順に：
1. 星光行（泛光燈）
2. 香港文化中心煙 （フラッドライト、サーチライト）
3. 北京道1號煙  （サーチライト）
4. 香港藝術館煙 （LED、探サーチライト）
5. 半島酒店 （簡約燈光裝置）
6. 麗景酒店煙 （フラッドライト）
7. 新世界中心煙 （サーチライト）
8. 星光大道（LED、サーチライト）
9. 尖沙咀中心  （LED、サーチライト）
10. 帝國中心煙 （LED、サーチライト）
11. 海景嘉福酒店 （簡約燈光裝置）
12. 香港體育館（LED、サーチライト）

2007年5月1日から香港返還10周年を記念して、山下ビルは合計43棟に拡大された。23棟が香港島、20棟が九龍にある。
港島北岸の新規加入ビルは東から順に：
1. 美國銀行中心（LED）
2. 渣打銀行大廈（LED）

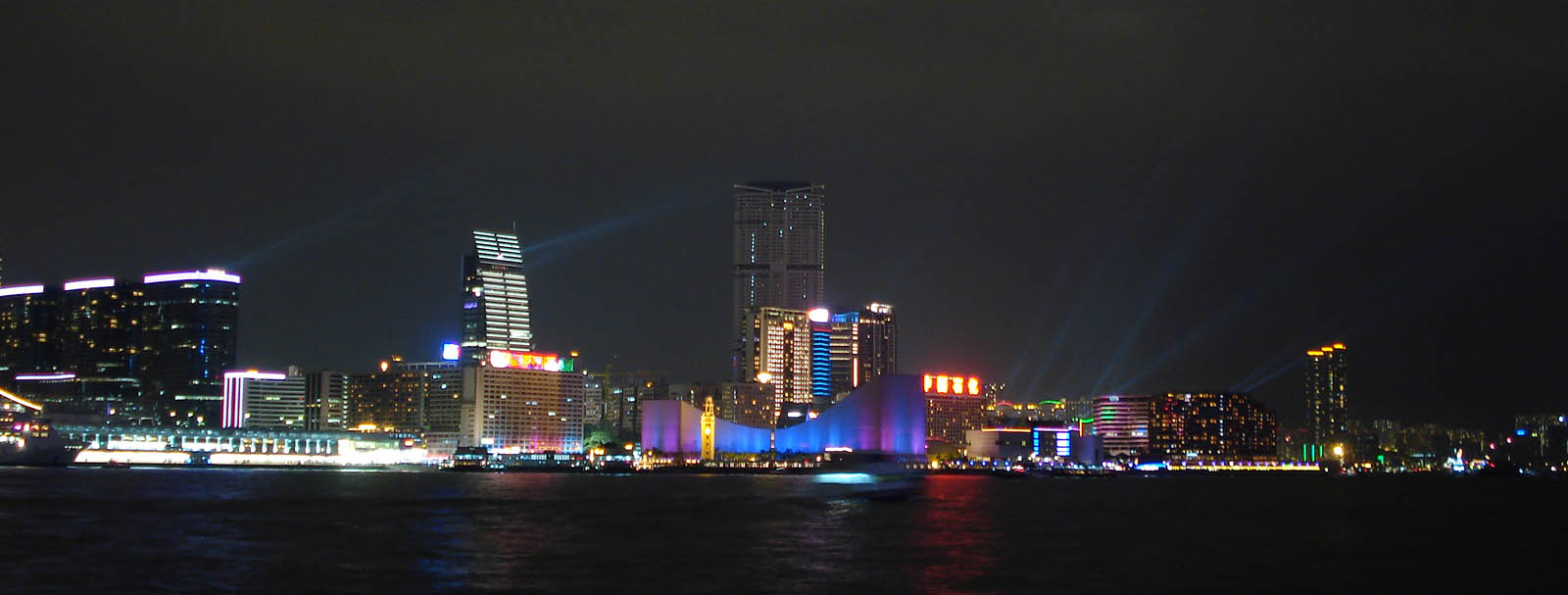
幻彩詠香江—九龍尖沙咀

九龍半島では8棟（公式情報では港威大廈の5棟を1つとして計上）が新たに参加した。西から順に：
1. 海港城／港威大廈第1-3；5-6座煙 （LED、サーチライト）
2. 海港城／海運大廈（LED）
3. 朗豪坊 （サーチライト）
4. 彌敦道26號煙 （LED）
5. K11 （レーザー）
6. 海韻軒海景酒店（LED）
7. 海灣軒海景酒店（LED）
8. 香港國際展貿中心EMax  （サーチライト）

以降新たに参加したビルは：
- 2007年10月1日から：MegaBox （LED、サーチライト）
- 2012年5月1日から：環球貿易広場（LED、レーザー）
- 2014年上半期：中國建設銀行大廈（LED、レーザー）
- 2014年下半期：啟德郵輪碼頭 （サーチライト）
- 2017年下半期：世界夢號（LED）

### リニューアル後
2017年12月1日以降、以下の建築物が参加している：
1. 入境事務大樓
2. 稅務大樓
3. 政府總部
4. 海港城／海運大廈（新擴建大樓）
5. 中國人壽中心
6. 祥祺中心
7. TOWER 535
8. 新銀集團中心
9. 香港摩天輪
10. 香港喜來登酒店
11. 信德中心
12. 干諾中心
13. 干諾道西38號
14. M+

退出した建築物は以下の通り：
1. 香港演藝學院
2. 中信大廈
3. 中環中心[5]
4. 北京道1號
5. 半島酒店
6. K11 [要出典]
7. 新世界中心
8. 尖沙咀中心[要出典]
9. 帝國中心[要出典]
10. 海景嘉福酒店
11. 海韻軒海景酒店
12. 海灣軒海景酒店
13. 香港國際展貿中心EMax
14. MegaBox [要出典]
15. The ONE [要出典]
16. 合和中心
17. 麗景酒店
18. 世界夢號
19. 中國網絡中心

## ポップカルチャー
シンフォニー・オブ・ライツはテレビ番組の題材となってきた。
アメリカのSFテレビドラマ『フラッシュフォワード』（繁体字中国語: 未来閃影、香港無綫電視明珠台放送時の中文タイトルは『2分17秒』）の第9話（Believe）では、FBI捜査官がシンフォニー・オブ・ライツの音楽を調査の手掛かりの一つとして使用し、その結果、香港から電話をかけた謎の女性が特捜官Demetri Nohに2010年3月15日に殺されるという情報を提供していたことが明らかになる。
また、日本の探偵アニメ『金田一少年の事件簿R』の第1話から第4話（香港九龍財宝殺人事件）では、死者の家からシンフォニー・オブ・ライツが見られるという描写が登場する。
また、香港無線電視のドラマ『談情說案』第5話では、陳貴の息子陳志文（演・宋卓熹）が、住所の向かいのビルにある八卦鏡が反射させたシンフォニー・オブ・ライツのレーザーを見て、彼のに母親と姉（演・陳詩慧）の転落死と結びつけさせ、他の人々に家の中で幽霊が出ると思わせるシーンが描かれている。

## 中止
当日の上演中止が決定された場合、「幻彩詠香江」アプリやプレスリリースにて情報が発信される。
- 気象条件 - 午後3時以降、香港天文台より台風シグナル3以上、もしくは紅色・黒色暴雨警告が発令された場合
- 災害による自粛
  - 汶川地震（2008年5月19〜21日）
  - 玉樹地震（2010年4月21日）
  - 舟曲泥石流（2010年8月15日）
  - フィリピン香港人拉致事件（2010年8月24〜26日）
  - 南丫島海難事故（中国語版）（2012年10月4〜6日）
  - 大埔公路ダブルデッカー横転事故（中国語版）（2018年2月13日）
- アース・アワー